# Beñat Auzqui
Pour les articles homonymes, voir Auzqui.
Pas d'image ? Cliquez ici

a Compétitions nationales et continentales officielles uniquement.

b Matchs officiels uniquement.
Beñat Auzqui, né le 1er août 1983 à Bayonne, est un joueur de rugby à XV, international espagnol et de nationalité française, évoluant aux postes de talonneur et de pilier.

## Biographie
Né le 1er août 1983 à Bayonne, Beñat Auzqui fait ses premiers pas rugbystiques à l'US Garazi, club de Saint-Jean-Pied-de-Port, à l'âge de 9 ans, auprès de son frère aîné Mattin Auzqui ; il est formé au poste de talonneur.
Après une rencontre avec l'ancien international dacquois Marc Sallefranque, les deux frères Auzqui rejoignent les Reichel de l'US Dax, Mattin en 2001 et Beñat en 2002, ; Beñat y reste pendant deux saisons. 
Victime d'un accident en 2003, il est approché par le président du Peyrehorade SR en division amateur, ce dernier lui proposant également une activité professionnelle extra-sportive. Il y reste pendant cinq saisons,,, malgré plusieurs sollicitations de clubs de Fédérale 1. Durant ces années, il est replacé au poste de pilier gauche.
En 2009, il intègre l'équipe de l'US Tyrosse, au sein de laquelle il évolue cette fois à la droite de la première ligne.
Il obtient sa première cape internationale sous le maillot de l'équipe d'Espagne le 27 novembre 2010, affrontant la Namibie à domicile, à l'estadio Principes de Palma. Beñat rejoint ainsi son frère Mattin, déjà international espagnol.
À l'intersaison 2013, approché par l'ancien sélectionneur du XV del León Régis Sonnes, il est recruté par l'Union Bordeaux Bègles évoluant en Top 14, signant ainsi son premier contrat professionnel ; il est alors polyvalent entre les deux postes de pilier et de talonneur.
En 2017, il quitte l'UBB et s'engage avec le FC Grenoble, relégué en Pro D2, pour 2 ans. Il est libéré de son contrat en juillet 2018, après une saison seulement.
Alors qu'il envisage de mettre un terme à sa carrière de joueur à l'issue de la saison 2018-2019, il signe un contrat d'une année plus une optionnelle avec l'US Dax, l'un de ses clubs formateurs, après avoir été contacté par son ancien coéquipier sous le maillot tyrossais Julien Dechavanne. Alors que l'USD s'apprête à disputer l'édition inaugurale de la nouvelle division Nationale, Auzqui prolonge son contrat pour cette saison 2020-2021,, puis pour une nouvelle année supplémentaire à l'intersaison suivante. Durant la saison 2021-2022, en réponse aux blessures dans le groupe à l'automne, il évolue suivant les rencontres aux trois postes de la première ligne grâce à sa polyvalence.
En 2022, il met un terme à sa carrière professionnelle mais continue de pratiquer au niveau amateur pour la saison 2022-2023, s'engageant avec le club landais de Rion Morcenx Rugby Club, futur pensionnaire de Fédérale 2.

## Palmarès
- Barrage d'accession au championnat de France :
  - Vainqueur : 2018 avec le FC Grenoble.